# Cribrinopsis
Cribrinopsis Carlgren, 1922 è un genere di anemoni di mare della famiglia Actiniidae.

## Tassonomia
Comprende le seguenti specie:
- Cribrinopsis crassa (Andres, 1881)
- Cribrinopsis fernaldi Siebert & Spaulding, 1976
- Cribrinopsis robertii Parulekar, 1971
- Cribrinopsis similis Carlgren, 1921
- Cribrinopsis williamsi Carlgren, 1940